# Chapmans vindskala
Chapmans vindskala, som publicerades 1779 av Fredrik Henrik af Chapman, är en skala för olika vindstyrkor som baserades på fullriggares segelföring i olika vindar. Den publicerades flera decennier före Beauforts mer kända vindskala, som hade samma utgångspunkt. Chapman underbyggde gruppindelningen med noggranna mätningar av vindtrycket med hjälp av ett enkelt handhållet instrument enligt en princip, som angetts av den franske vetenskapsmannen Pierre Bouguer några år tidigare.
Instrumentet bestod av en kvadratisk platta med sida 1 svensk fot (0,297 m). Plattan hölls vinkelrätt mot vinden och den kraft varmed vinden påverkade plattan uppmättes med en fjädervåg kalibrerad i svenska skålpund (0,4251 kg). Efter konferens med erfaret sjöfolk kom Chapman fram till att nedanstående gruppindelning var rimlig. För jämförelsens skull visas i en parallell kolumn vindhastigheten omräknad till nutida mått (m/s).
| (fot/s) | (m/s) | På svenska | Engelsk översättning                  | ½                                      | 20 | 5,94 | Laber bramsegelskultje | Weak Topgallant Breeze |
| 1       | 28,5  | 8,46       | Bramsegelskultje                      | Topgallant Breeze                      |    |      |                        |                        |
| 1½      | 35,5  | 10,5       | Frisk bramsegelskultje                | Fresh Topgallant Breeze                |    |      |                        |                        |
| 2       | 41    | 12,2       | Märssegelskultje                      | Weak Topsail Breeze                    |    |      |                        |                        |
| 2½      | 46    | 13,7       | Styv märssegelskultje                 | Stiff Topsail Breeze                   |    |      |                        |                        |
| 3       | 50    | 15,1       | Revad märssegelskultje                | Single Reefed Topsail Breeze           |    |      |                        |                        |
| 4       | 58    | 17,2       | Styv revad märssegelskultje           | Double Reefed Topsail Breeze           |    |      |                        |                        |
| 5       | 65    | 19,3       | Undersegelskultje                     | Course Breeze                          |    |      |                        |                        |
| 7 à 8   | 79    | 23,5       | Halv storm                            | Half Storm                             |    |      |                        |                        |
| 10 à 12 | 96    | 28,5       | Full storm                            | Full Storm                             |    |      |                        |                        |
| 20      | 130   | 38,6       | Orkan                                 | Hurricane                              |    |      |                        |                        |
| 30      | 159   | 47,2       | Den starkaste orkan som blivit utrönt | The most violent hurricane experienced |    |      |                        |                        |